# スイスの政治
この記事ではスイスの政治（スイスのせいじ、politics of Switzerland）について記述する。スイスは半直接民主主義を採用する連邦共和国であり、連邦での立法は国民議会と全州議会からなる二院制の連邦議会が担う。行政権を担う連邦参事会は、連邦議会が選出する七人のメンバーで構成される。司法部門は、スイス連邦最高裁が頂点に君臨し、連邦議会が選出する。
また、スイスには直接民主制の伝統があり、いかなる改正であれ憲法改正に際しては、国民投票が義務付けられており（義務の国民投票）、かつ法のいかなる変更に対しても、国民投票が請求されうる（任意の国民投票）。加えて国民は、連邦憲法を改正するための国民発議を行える。スイスに憲法裁判所は存在しないが、国民が同様の役割を担っており、法の支配の番人となっている。
カントンと自治体の政治は、カントンによって異なり、制度も違ってくる。
エコノミスト・インテリジェンス・ユニットは2019年に、スイスを「完全な民主主義」に格付けした。